# Satyrus subtusviolacea
Satyrus subtusviolacea är en fjärilsart som beskrevs av Hermann Stauder 1921. Satyrus subtusviolacea ingår i släktet Satyrus och familjen praktfjärilar. Inga underarter finns listade.